# Chobi (distrikt)
Chobi (georgiska: ხობის მუნიციპალიტეტი, Chobis munitsipaliteti) är ett distrikt i Georgien. Det ligger i regionen Megrelien-Övre Svanetien, i den västra delen av landet, 260 km väster om huvudstaden Tbilisi. Administrativt centrum är staden Chobi.